# Midias
Pour le potier, voir Meidias (potier).
Midias (grec moderne : Mειδίας) homme politique et orateur athénien du IVe siècle av. J.-C.
Ennemi acharné de Démosthène, ce dernier l'attaque en justice après une agression lors des dionysies, dont il était chorège.